# Eurasia Tunnel
L'Eurasia Tunnel (in turco Avrasya Tüneli) è un tunnel stradale sottomarino situato a Istanbul, in Turchia, che attraversa lo stretto del Bosforo. Il tunnel è stato inaugurato ufficialmente il 20 dicembre 2016 e aperto al traffico il 22 dicembre 2016.
Il tunnel a doppio ponte di 5,4 km collega le due parti di Istanbul con un percorso di 14,6 km che include le strade di accesso al tunnel. Attraversa il Bosforo sotto il fondo del mare ad una profondità massima di 106 metri. Si trova a circa 1 km a sud del tunnel ferroviario sottomarino del Marmaray, che è stato inaugurato il 29 ottobre 2013. Il tragitto tra le due sponde dura circa 5 minuti (ipotizzando una velocità media di circa 60 Km/h).